# Lista najwyższych budynków w Tulsie
Tulsa jest miastem w USA. W tym dużym mieście znajduje się kilka wysokich budynków, w tym jeden przekraczający 200 metrów. Poza tym ponad 100 metrów osiąga jeszcze 9 budynków. Wśród obecnie stojących znajduje się Mid-Continent Tower, jeden z najstarszych ponad 100-metrowych gmachów w USA i na świecie.

## 10 najwyższych budynków

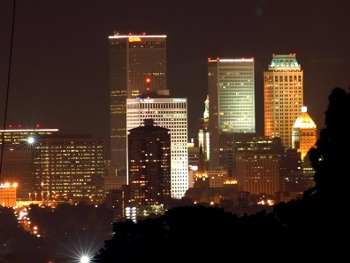
Centrum miasta nocą

## 10 najwyższych budynków[1]
| Ranking | Budynek                   | Wysokość strukturalna | Liczba pięter | Rok budowy |
| ------- | ------------------------- | --------------------- | ------------- | ---------- |
| 1.      | BOK Tower                 | 203 m                 | 52            | 1976       |
| 2.      | Cityplex Tower            | 198 m                 | 60            | 1979       |
| 3.      | First Place Tower         | 157 m                 | 40            | 1973       |
| 4.      | Mid-Continent Tower       | 156 m                 | 36            | 1918       |
| 5.      | Bank of America Center    | 126 m                 | 32            | 1967       |
| 6.      | 320 South Boston Building | 122 m                 | 22            | 1928       |
| 7.      | 110 West 7th Building     | 118 m                 | 28            | 1971       |
| 8.      | University Club Tower     | 115 m                 | 32            | 1966       |
| 9.      | Cityplex West Tower       | 106 m                 | 30            | 1981       |
| 10.     | Philtower Building        | 105 m                 | 24            | 1927       |